# Temistocle (Bach)
Temistocle (Temístocles) es una ópera seria en tres actos con música de Johann Christian Bach sobre un texto que es una extensa revisión del libreto de Metastasio, por Mattia Verazi, poeta cortesano y secretario privado de elector palatino Carlos Teodoro. Temistocle se estrenó en el Hoftheater de Mannheim el 4 de noviembre de 1772, con un reparto destacado que incluía a Anton Raaff y Dorothea y Elisabeth Wendling, todos cantantes que más tarde trabajarían con Mozart.
La ópera fue la primera de las dos que hizo para el elector palatino. Parte de la música fue reutilizada a partir de trabajos previos, incluyendo parte de la obertura de Carattaco (compuesta en Londres en 1767).

## Personajes
| Personaje                                                                | Tesitura         | Reparto del estreno, 4 de noviembre de 1772 (Director: - ) |
| ------------------------------------------------------------------------ | ---------------- | ---------------------------------------------------------- |
| Temistocle (Temístocles), político y general ateniense                   | tenor            | Anton Raaff                                                |
| Aspasia, hija de Temístocle, enamorada de Lisímaco                       | soprano          | Dorothea Wendling                                          |
| Rossana (Roxana), una princesa, enamorada de Serse                       | soprano          | Elisabeth Wendling                                         |
| Lisimaco (Lisímaco), embajador ateniense y amigo de Temístocles          | soprano castrato | Silvio Giorgetti                                           |
| Serse, rey de Persia (Jerjes I de Persia)                                | bajo             | Giovanni Battista Zonca                                    |
| Neocle (Neocles), hijo de Temístocles                                    | soprano castrato | Francesco Roncaglia                                        |
| Sebaste (Sebastes), confidente de Serse, más tarde conspirador contra él | alto castrato    | Vincenzo Mucciolo                                          |